# Pthirus gorillae
Pthirus gorillae är en insektsart som beskrevs av Ewing 1927. Pthirus gorillae ingår i släktet Pthirus och familjen flatlöss. Inga underarter finns listade i Catalogue of Life.